# UFC 157
UFC 157: Rousey vs. Carmouche fue un evento de artes marciales mixtas celebrado por Ultimate Fighting Championship el 23 de febrero de 2013 en el Honda Center, en Anaheim, California.

## Historia
La pelea estelar entre Ronda Rousey y Liz Carmouche fue el primer combate entre mujeres por primera vez en la historia de UFC.
Manvel Gamburyan esperaba enfrentarse a Chad Mendes en el evento, sin embargo, Gamburyan fue obligado a abandonar el combate por una lesión en el pulgar y en el codo. Mendes fue más tarde retirado de la tarjeta por no encontrarse un sustituto adecuado en poco tiempo. Como resultado, la pelea entre Court McGee y Josh Neer fue promovida a la tarjeta principal.

## Resultados
1. ↑  Por el Campeonato de Peso Gallo de Mujeres de UFC.

## Premios extra
Cada peleador recibió un bono de $50,000.
- Pelea de la Noche: Dennis Bermúdez vs. Matt Grice
- KO de la Noche: Robbie Lawler
- Sumisión de la Noche: Kenny Robertson